# Luigi Amat di San Filippo e Sorso
Luigi Amat di San Filippo e Sorso (ur. 20 czerwca 1796 w Sinnai, zm. 30 marca 1878 w Rzymie) – włoski kardynał.

## Życiorys
Pochodził z Sinnai na Sardynii. Studiował prawo na uniwersytecie w Cagliari oraz rzymskim La Sapienza. Następnie podjął pracę w administracji Państwa Kościelnego jako wicelegat w Bolonii (1819), Spoleto (1822) i Rieti (1825). W 1826 przyjął święcenia kapłańskie, a rok później został wyświęcony na tytularnego arcybiskupa Nicei i mianowany nuncjuszem apostolskim na Sycylii. W 1832 przeniesiono go na nuncjaturę w Madrycie. Został wydalony z Hiszpanii w 1835, gdyż kraj ten zerwał stosunki dyplomatyczne ze Stolicą Apostolską.
Papież Grzegorz XVI w 1837 mianował go kardynałem prezbiterem tytułu Santa Maria in Via oraz legatem apostolskim w Rawennie. Uczestniczył w konklawe 1846. Nowy papież Pius IX mianował go legatem w Bolonii (1846–1848). W trakcie Wiosny Ludów 1848 pełnił funkcję nadzwyczajnego komisarza czterech legacji Państwa Kościelnego. Wicekanclerz Świętego Kościoła Rzymskiego od 1852, w tym samym roku uzyskał promocję do rangi kardynała biskupa Palestriny. Archiprezbiter Bazyliki Santa Maria Maggiore od 1867. Biskup diecezji suburbikarnej Porto e Santa Rufina 1870–1877. Dziekan Św. Kolegium Kardynałów po 17 grudnia 1876. Prefekt Św. Kongregacji ds. Ceremonii i kardynał biskup Ostia e Velletri od 12 marca 1877. Uczestniczył w konklawe 1878, krótko po nim zmarł.